# Sciadopitys verticillata
Sciadopitys verticillata (Thunb.) Siebold & Zucc., chiamata anche koyamaki, è una pianta gimosperma endemica del Giappone dell'ordine Pinales. È l'unica specie nota del genere Sciadopitys Siebold & Zucc.e della famiglia Sciadopityaceae Luerss.

## Descrizione
Sciadopitys verticillata è una conifera sempreverde di media taglia (alta fino a 20–30 m, eccezionalmente 35 m).
I coni sono lunghi 6–11 cm e maturano in circa 18 mesi. I semi sono alati.

## Distribuzione
In natura, Sciadopitys verticillata vive nei boschi misti, a quote tra 500 m e 1000 m, in aree ad alta piovosità e alta umidità nella parte meridionale dell'isola di Honshū e nelle isole di Shikoku e Kyūshū.